# Metallgewebe (Architektur)
Ein Metallgewebe oder Metallgeflecht in der Architektur ist ein Produkt aus Seilen, Drähten oder Metallstäben, die miteinander verwoben sind. Die Stäbe verlaufen beim hängenden Gewebe quer, die Seile senkrecht. Es gibt viele verschiedene Gewebe- und Webformen. Metallgewebe sind auch unter den Namen Architektur-Metallgewebe und Edelstahl-Metallgewebe bekannt. Sie werden in der Regel aus Edelstahl produziert; Aluminium oder andere Edelmetalle sind ebenfalls möglich. Die Oberflächen können mit einer Speziallackierung versehen oder beschichtet werden, sodass viele verschiedene Farben als Oberfläche erhältlich sind.
Ebenso wie Streckmetall, Lochblech und nicht gewebte geschweißte Gitter werden Metallgewebe in der Architektur als transluzente Begrenzungsflächen, Raumabschlüsse oder als strukturierte Sichtflächen verwendet.

## Arten
Unterschieden werden im Handel
- Drahtgewebe/Drahtgeflechte aus Draht, in grober Ausführung auch als Wellengitter bezeichnet
- Seilgewebe/Seilgeflechte, z. B. aus Stahlseil
- Feingewebe, deren Struktur erst in unmittelbarer Nähe oder mit einem optischen Hilfsmittel erkennbar wird
- Sondergewebe, z. B.[1][2]
  - Flachgewebe aus schmalen Blechstreifen
  - Spiralgewebe aus parallel laufenden, an Kreuzungspunkten miteinander verschlungenen Drahtspiralen; als Variante auch mit parallel laufenden Drähten, die paarweise mit biegsamem Draht oder schmalen Blechstreifen umwickelt werden, so dass die Drähte durch die Kreuzungspunkte der (flach gelegten) Spiralen laufen
  - Kombinationen, z. B. ein Geflecht mit Draht als Kettfaden und Seil als Schussfaden, das sich parallel zum Kettfaden gut aufwickeln lässt
  - Akustikgewebe mit definierten akustischen Eigenschaften zur Verkleidung von schallabsorbierenden Matten

## Herstellung
Die Drähte werden auf Spulen bei der Webmaschine eingerichtet und im Webprozess direkt verwoben. Der Webprozess erfolgt unter extremer Spannung der Drähte, damit eine hohe Eigenstabilität der Metallgewebe entsteht. Dieser Vorgang läuft vollautomatisch ab. Eine gebräuchliche Breite ist 1520 mm, die Längen sind theoretisch unbegrenzt; auch individuell angepasste Breiten bis zu 3000 mm sind möglich.

## Anwendungen
Die Metallgewebe werden sowohl im Innenbereich wie auch im Außenbereich eingesetzt.
Metallgewebe finden als Verkleidung von Fassaden, Geländern, Wänden und Aufzugkabinen sowie als Verkleidung in Treppenhäusern Anwendung. Sie werden auch zu anderen Zwecken in der Architektur und im Hochbau gebraucht.